# 12 Batalion Saperów (1939)

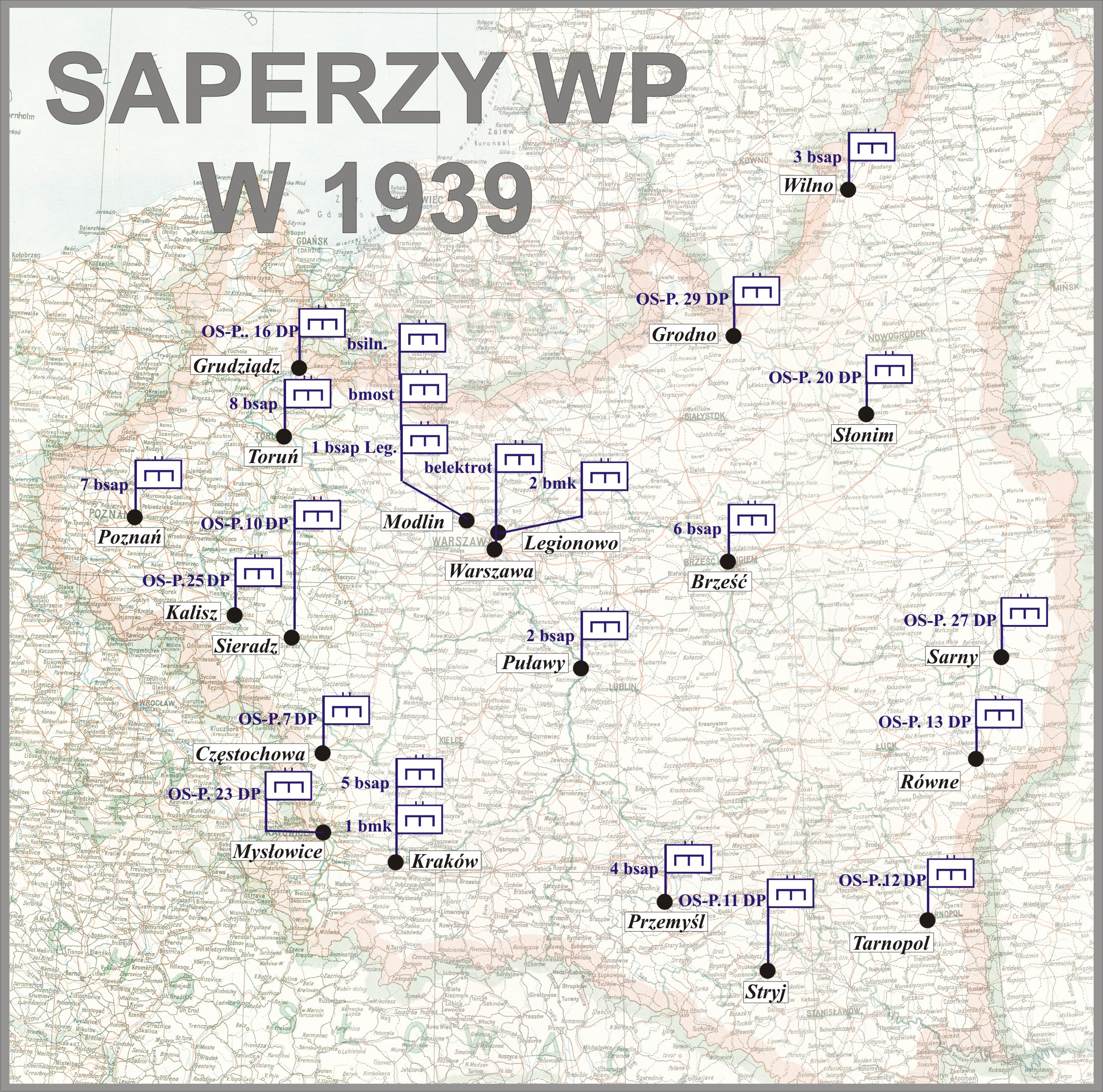
Jednostki saperskie WP w 1939

12 batalion saperów (12 bsap) – oddział saperów Wojska Polskiego II RP.
Batalion nie występował w pokojowej organizacji wojska. Został sformowany  przez Ośrodek Sapersko-Pionierski 12 DP.

## Ośrodek Sapersko-Pionierski 12 Dywizji Piechoty
Na podstawie rozkazu Ministra Spraw Wojskowych L. dz. 2127/tjn. z 22 maja 1937 roku o wydzieleniu kompanii saperów dla 7, 10, 11, 12, 13, 18, 25 i 27 DP oraz utworzeniu 12 ośrodków sapersko-pionierskich został sformowany Ośrodek Sapersko-Pionierski 12 Dywizji Piechoty. Ośrodek stacjonował w Tarnopolu.
Organizacja i obsada personalna ośrodka
Organizacja i obsada personalna ośrodka w marcu 1939 roku:
- dowódca ośrodka – mjr Wojakowski Stanisław
- adiutant – por. Józef Łubikowski (*)[c]
- oficer materiałowy – por. Jan Ansperger
- oficer mobilizacyjny – por. Józef Łubikowski (*)[c]
- dowódca kompanii saperów – por. Józef Maksymowicz
- dowódca plutonu – por. Witold Bronisław Ilecki
- dowódca plutonu – ppor. Janusz Czesław Skarbek-Teieszewski
- dowódca plutonu specjalnego – kpt. sap. Mieczysław Krajewski

W 1939 ośrodek sformował batalion saperów dla 12 Dywizji Piechoty.

## Struktura i obsada etatowa 12 bsap
Obsada personalna we wrześniu 1939:
- dowódca baonu – mjr Stanisław Wojakowski
- zastępca dowódcy baonu – kpt. sap. Mieczysław Krajewski †1940 Charków[6]